# Vita Brevis
«Vita brevis. Лист Флорії Емілії до Аврелія Авґустина» — книга відомого норвезького письменника Юстейна Ґордера, що побачила світ у 1996 році, видана українською мовою 2009 року львівським видавництвом «Літопис». Перекладач Наталія Іваничук.

## Історія написання
Історія тексту «Vita brevis» така, що відомий норвезький письменник Юстейн Ґордер, перебуваючи в Аргентині у середині 1990-х років, придбав в антикварній крамниці один цікавий рукопис, датований кінцем XVI століття. Це був список «Codex Floriae», тобто копія того самого листа, яку письменник вивчив (примітки до загального тексту є дуже ґрунтовними й вичерпними), переклав з латини й літературно оформив. Робота його була великою і цікавою.

## Зміст
Усі колізії в книзі розгортаються на одному текстовому полотні. Оповідачем, оскільки це чітко адресований лист, є кохана жінка Аврелія Августина, душа якої розривається між життєвими реаліями та власними почуттями. Власне, вона не оповідач. Так складаються обставини, що її думки і почуття стають для нас доступними, причому ми не думаємо про конфіденційність листування. Потрібно сказати, що попри всі літературні й мисленнєві сторони тексту, у його центрі — жіноче серце, яке прагне любити, і це є найголовнішим.